# Jeunesse sportive kairouanaise (football)
Pour les articles homonymes, voir JSK.
Maillots
La Jeunesse sportive kairouanaise (arabe : الشبيبة الرياضية القيروانية), plus couramment abrégé en JS Kairouanaise ou JSK, est un club tunisien de football fondé en 1942 et basé dans la ville de Kairouan.
La JSK aux couleurs vert et blanc évolue en 2005-2006 en Ligue I avant d'être relégué en Ligue II. À l'issue de la saison 2008-2009, il termine second et accède à nouveau en Ligue I.

## Histoire
La première association sportive créée à Kairouan est le Stade kairouanais qui voit le jour en 1920 à l'initiative de René Solal. Ce club qui évolue au sein du district du Centre est composé de joueurs tunisiens et français dont Taieb Jenayah, Salah Karkoud, Mohamed Gharbi, Béchir Jenayah (père d'Othman Jenayah), Salah-Eddine (Saladin) Meftah, Jomaa Azzouni, Ali Ben Mabrouk, Laaroussi Trabelsi, Mosbah Kaabi ou encore Abdesselem Ben Abid. La dissolution de ce club en 1941 conduit les sportifs de la région à créer la JSK l'année suivante.
Le bureau issu de l'assemblée générale du 20 février 1943 se compose de la façon suivante :
- Président : Chedly Belhaj
- Vice-président : Zribi Tassi
- Secrétaire général : Salah Ben Jannet
- Secrétaire général adjoint : Tahar Taktak
- Trésorier : Chedly Ben Halima
- Trésorier adjoint : Dahmani Besserour
- Membres : Mohamed Boudokhane, Mohamed Ben Jannet, Ameur Khalaf et Hammi

Après avoir râté à plusieurs reprises l'accession en division nationale, la JSK parvient à se hisser parmi l'élite en 1972. L'équipe dirigée par Hamda Laouani et entraînée par le Yougoslave Dragan Vasiljevic crée la surprise en 1977 en remportant le championnat de Tunisie grâce à un effectif constitué autour du leader Khemaïs Laabidi et du meilleur buteur du championnat Moncef Ouada.
Après 27 saisons en Ligue I, le club rétrograde en Ligue II et revient parmi l'élite en 2005-2006 avant de rétrograder à nouveau.

## Écusson
Concernant les écussons, le club n'a connu que deux blasons principaux depuis sa création, tout en utilisant de manière sporadique un blason alternatif entre 2001 et 2008.

Logo ancien (1942-2009).
Logo actuel (2009-).

## Palmarès
| Compétitions nationales                                                                  |
| ---------------------------------------------------------------------------------------- |
| - Championnat de Tunisie (1) : - Champion : 1977 - Coupe de Tunisie : - Finaliste : 1996 |

## Direction

### Présidents
- 1942-1944 : Chedly Belhaj
- 1944-1946 : Cherif Mtelli
- 1946-1947 : Abdelkader Fitouri
- 1947-1948 : Jilani Laaouani
- 1948-1950 : Abdelkader Fitouri
- 1950-1956 : Hamda Laouani
- 1957-1962 : Zribi Tassi
- 1962-1963 : Hamda Laouani
- 1963-1964 : Naceur Malouche
- 1964-1965 : Mustapha Ben Ghanem
- 1965-1967 : Abdeljelil Fourati
- 1967-1968 : Taoufik Nabli
- 1968-1970 : Naceur Malouche
- 1970-1977 : Hamda Laouani
- 1977-1979 : Aziz Miled
- 1979-1980 : Mustapha Barrek
- 1980-1982 : Aziz Miled
- 1982-1984 : Rachid Meftah
- 1984-1985 : Ezzeddine Abdelkefi
- 1985-1988 : Mohamed Negra
- 1988-1989 : Hafedh Allani
- 1989-1990 : Taoufik Miled
- 1990-1992 : Rachid Meftah
- 1992-1995 : Abderrazak Lyazid
- 1995-1996 : Mohamed Atallah
- 1996-1997 : Mohamed Mestiri
- 1997-1999 : Mohamed Atallah
- 1999-2001 : Abderrazak Lyazid
- 2001-2003 : Mohamed Atallah
- 2003-2006 : Hedhili Fayala
- 2006-2007 : Fateh Alouini
- 2007-2009 : Mohamed Atallah
- 2009-2013 : Fateh Alouini
- 2013-2017 : Mourad Bellakhel
- 2017-2018 : Hafedh Allani[2]
- 2018-2021 : Mohamed Memni[3]
- 2021-2023 : Bechir Lahmar[4]
- depuis 2024 : Mohamed Kalai

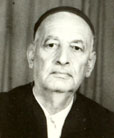
Chedly Belhaj, premier président de la JSK.

### Entraîneurs
- 1962-1963 : Stapinasse[Qui ?]
- 1963-1964 : Krista[Qui ?] (Yougoslavie)
- 1964-1965 : Rached Hammi (Tunisie)
- 1965-1966 : Ahmed Ouannes (Tunisie)
- 1966-1967 : Hassine Fayala (Tunisie)
- 1967-1968 : Taoufik Ben Slama (Tunisie)
- 1968-1969 : Noureddine Ben Mahmoud (Tunisie)
- 1969-1970 : Manol Spirov (Bulgarie)
- 1970-1971 : Manol Spirov (Bulgarie) puis Slava Stefanovic (Yougoslavie)
- 1971-1974 : Slava Stefanovic (Yougoslavie)
- 1974-1975 : Rached Hammi (Tunisie) puis Tahar Belhaj (Tunisie)
- 1975-1978 : Dragan Vasiljevic (Yougoslavie)
- 1978-1979 : Bozidor Drenovac (Yougoslavie)
- 1979-1980 : Stephanovic Dietcha (Yougoslavie)
- 1980-1982 : Amor Dhib (Tunisie)
- 1982-1983 : Hédi Kouni (Tunisie)
- 1983-1984 : Ammar Ben Ahmed (Tunisie)
- 1984-1985 : Moncef Melliti (Tunisie)
- 1985-1986 : Hmid Dhib (Tunisie)
- 1986-1987 : Baccar Ben Miled (Tunisie)
- 1987-1988 : Ilya Lokovic (Yougoslavie)
- 1988-1989 : Mohamed Jeriri (Tunisie) puis Rebkov[Qui ?] (Bulgarie)
- 1989-1990 : Mohsen Habacha (Tunisie)
- 1990-1991 : Hédi Kouni (Tunisie)
- 1991-1992 : Hédi Kouni (Tunisie) puis Khemaïs Laabidi (Tunisie)
- 1992-1995 : Khemaïs Laabidi (Tunisie)
- 1995-1996 : Youssef Seriati (Tunisie) puis Khemaïs Laabidi (Tunisie)
- 1996-1997 : Noureddine Lâabidi (Tunisie)
- 1997-1998 : Khemaïs Laabidi (Tunisie) puis Fethi Ben Ghanem (Tunisie)
- 1998-1999 : Stephanovic Dietcha (Yougoslavie) puis Moncef Melliti (Tunisie)
- 1999-2000 : Othman Chehaibi (Tunisie) puis Fethi Ben Ghanem (Tunisie) puis Timothy Davidovic (Yougoslavie)
- 2000-2001 : Timothy Davidovic (Yougoslavie) puis Noureddine Lâabidi (Tunisie) puis Youssef Seriati (Tunisie)
- 2001-2002 : Othman Chehaibi (Tunisie) puis Mohamed Reguig (Tunisie)
- 2002-2003 : Hédi Kouni (Tunisie) puis Fethi Khiari (Tunisie)
- 2003-2004 : Kacem Jabbes (Tunisie) puis Habib Mejri (Tunisie)
- 2004-2005 : Habib Mejri (Tunisie) puis Mahmoud Bacha (Tunisie)
- 2005-2006 : Baccar Ben Miled (Tunisie) puis Khemaïs Laabidi (Tunisie) puis Othman Chehaibi (Tunisie)
- 2006-2007 : Mahmoud Bacha (Tunisie) puis Othman Chehaibi (Tunisie) puis Fethi Ben Ghanem (Tunisie)
- 2007-2008 : Mourad Okbi (en) (Tunisie) puis Khaled Ben Sassi (Tunisie)
- 2008-2009 : Khaled Ben Sassi (Tunisie) puis Lassaâd Maâmar (en) (Tunisie)
- 2009-2010 : Mrad Mahjoub (Tunisie)
- 2010-2014 : Habib Mejri (Tunisie) puis Sofiene Hidoussi (Tunisie) puis Mourad Okbi (en) (Tunisie)
- 2014-2015 : Luc Eymael (Belgique)
- 2015-2016 : Pascal Janin (France) puis Antônio Dumas (Brésil) puis Sofiene Hidoussi (Tunisie)
- 2016-2017 : Ridha Jeddi (Tunisie)
- 2017-2018 : Khemaïs Laabidi (Tunisie) puis Salem Gdhami (Tunisie) puis Pascal Janin (France) puis Jalel Kadri (Tunisie)
- 2018-2019 : Habib Ben Romdhane puis Ameur Derbal puis Hafedh Hamzaoui[5] puis Khaled Mouelhi[6] (Tunisie)
- 2019-2020 : Sofiene Hidoussi[7] (Tunisie) puis Mourad Okbi (en)[8] (Tunisie) puis Fethi Ben Ghanem (Tunisie) puis Sofiene Hidoussi[9] (Tunisie)
- 2020-2021 : Rafik Mhamdi[10] (Tunisie) puis Noureddine Nabli (Tunisie) puis Sofiene Hidoussi (Tunisie) puis Mourad Okbi (en) (Tunisie) puis Mahmoud Dridi (Tunisie) puis Lassad Chriti (Tunisie) puis Mourad Okbi (en) (Tunisie)[11] (Tunisie) puis Hafedh Houarbi (Tunisie)
- 2021-202.. : Othman Chehaibi[12]

## Bilan en Ligue I
La JSK a joué pendant 28 saisons en Ligue I sous ses différentes appellations : division nationale puis nationale A et Ligue I. En plus du titre remporté en 1977, elle a terminé en seconde position en 1993 et quatre fois en troisième ou quatrième position. Elle a également rétrogradé à quatre reprises.

### Meilleurs buteurs
Le total des buts marqués par la JSK en Ligue I est de 836 buts. Les meilleurs buteurs du club sont :
- Moncef Ouada : 71 au total (meilleur buteur du championnat en 1976-1977)
- Fethi Chehaibi (alias Bargou) : 58 au total (meilleur buteur du championnat en 1990-1991)
- Mohamed Hédi Gomri : 42
- Hafedh Houarbi : 38
- Mohamed Denden : 35
- Khemaïs Laabidi : 31

### Meilleurs joueurs
Deux joueurs ont remporté le challenge de meilleur footballeur de l'année :
- Khemaïs Laabidi en 1975-1976
- Fethi Chehaibi en 1990-1991

## Équipementiers
Au cours de son histoire, le club a porté des équipements de plusieurs marques renommées, telles que Lotto, Diadora, Adidas, Puma, Kappa et Masita. Depuis 2007, l'équipe évolue sous la marque locale New Bases[réf. nécessaire].

## Groupes de supporters
La Jeunesse sportive kairouanaise accueille des groupes ultras comme les Green Warriors (fondé en 2008), Los Magicos Green Stars (fondé en 2011) et les Verde Vampiros (fondé en 2012)[réf. nécessaire].